# The Getaway
The Getaway е единадесетият студиен албум на американската фънк рок група Ред Хот Чили Пепърс, издаден на 17 юни 2016 година. Това е първият албум на бандата от 2011 година, когато излиза I'm With You.
Албумът е продуциран от Danger Mouse, който заменя Рик Рубин след 6 издадени албума и 25-годишна колаборация с групата. Това е първият албум на групата, който няма да е продуциран от Рик Рубин след „Mother's Milk“ от 1989 година.
Първият сингъл от албума „Dark Necessities“ излиза още на 5 май 2016 година, преди появата на самия албум, като става 25-ият сингъл на групата, който влиза в топ 10 на класацията на Billboard за алтернативна музика. Това се превръща в своеобразен рекорд над U2, които имат 23 сингъла.
На 26 май 2016 година групата пуска в Youtube канала си и песента The Getaway, която носи името на албума. Въпреки че не е сингъл, песента е пусната за свободна покупка, както и като безплатна песен за тези, които вече са поръчали албума на групата.
Записването на албума започва още през 2014 година, но се забавя поради инцидент със сноуборд на Майкъл Балзари, който чупи ръката си.